# Centre d'études politiques économiques et sociales
 (avril 2015).
Le Centre d’études politiques économiques et sociales ou CEPESS est le centre d’études du parti politique belge Les Engagés (LE).  
Selon les informations publiées sur son site web, le CEPESS a pour finalité « d’encourager et d’aider le monde politique et la société dans son ensemble à redonner un visage humain au développement ». Il s’agit d’inscrire l’action politique, économique et citoyenne sur la voie du « développement humain », un nouveau projet de société, porté par le cdH, qui place l’être humain, la qualité de vie et le vivre-ensemble, comme finalités ultimes du développement.

## Histoire

### 1951-1968: création du centre
C’est en 1951 que le CEPESS (en français : centre d'études politiques, économiques et sociales – en néerlandais : Centrum voor Economische, Politieke En Sociale Studies) est fondé, à l’initiative de Pierre Wigny et Robert Houben, secrétaire national du parti politique CVP-PSC (Christelijke Volkspartij – Parti Social-Chrétien), un parti alors unitaire. Le CEPESS s’impose rapidement comme le pôle de réflexion, de coordination politique et de publications (notamment la « Revue politique » à laquelle contribueront de nombreux experts, personnalités politiques et professeurs d’universités). Il devient également un centre de référence reconnu dans le monde politique, mais également auprès des partenaires sociaux et du milieu académique,. 

### 1968-2001: Un centre d’étude commun, au service du PSC et du CVP
Les vives tensions linguistiques que traverse la Belgique à la fin des années 1960 et la première réforme de l’État belge qui en résulte amènent les partis politiques à remettre en question leur organisation unitaire et nationale. Le PSC et le CVP deviennent deux partis distincts mais décident de maintenir l’unité du CEPESS, en tant que centre d’excellence commun aux deux partis. PSC et CVP continuent également à partager le même bâtiment, situé à la rue des deux églises à Bruxelles, jusqu’en 1997 où le CVP déménage vers la rue de la loi. Le CEPESS jouera un véritable rôle de passerelle entre les deux partis. 
Durant cette période, plusieurs personnalités feront partie de l’équipe du CEPESS : Herman Van Rompuy (ancien Premier Ministre et Président du Conseil européen), Steven Vanackere (ancien Ministre fédéral), Étienne Michel (Directeur général du SeGEC), Tony Vandeputte (ancien administrateur-délégué de la Fédération des entreprises de Belgique)…

### 2001-2011: Scission du centre d’études et création du cdH
En 2001, le CEPESS est finalement scindé en deux centres d’études distincts : l’un francophone, le CEPESS, au service du PSC, l’autre néerlandophone, le CEDER (Centrum voor Democratische Reflectie) au service du CVP (qui devient le CD&V la même année).
En 2002, le PSC fait place à un nouveau parti : le centre démocrate Humaniste (cdH). Le CEPESS devient le centre d’étude du cdH. Il continue à produire des publications et à mener des travaux de réflexion et de concertation avec les acteurs de terrain.

### 2011: Un retour en force
En 2011, Benoît Lutgen, nouveau président du cdH, déclare lors de son intronisation à Namur que « le centre d’étude du cdH sera largement renforcé. Le CEPESS doit être cette génératrice d’idées, qui nous met aux avant-postes de l’avenir. Il développera un réseau de ressources, de connaissances et de créativité. Il invitera ceux qui veulent prendre part à son travail ».

## Missions

### Le conseil politique
Selon les informations publiées sur son site web, le centre d’études assiste le cdH dans son action politique et  la réalisation de son projet de société, par exemple en développant, la réflexion interne du parti au travers de la rédaction de documents d’analyse sur lesquels les mandataires peuvent s’appuyer pour définir leur positionnement.

### La prospective
Le CEPESS explique également qu'il cherche à anticiper l’avenir, identifier les besoins et défis futurs ou imaginer la société dans 10, 25 ou 50 ans, afin d’aider les décideurs publics à agir dès aujourd’hui, et permettre aux êtres humains d’aujourd’hui et de demain de bénéficier d’une meilleure qualité de vie. 

### La participation
Le CEPESS est un centre d’études ouvert sur le monde. Il travaille en étroite collaboration avec toutes et celles et ceux qui souhaitent contribuer au développement humain. De nombreuses organisations (associations, partenaires sociaux, universités, administrations…) et citoyens participent activement aux activités du centre, tout en conservant leur neutralité politique.

## Publications
- Antoine de Borman, Laurent Debriey, Mode de gouvernance des compétences de sécurité sociale transférées. Modèle Fépros, Collection CEPESS, 2012, 32 p. Lire le document.
- Jeremy Dagnies, Vers un Réseau Express de Covoiturage (RECO) – Répondre aux problèmes de congestion du trafic routier en créant le plus grand dispositif de covoiturage en Europe, Étude du CEPESS, CEPESS, 2013, 148 p. Lire le document.
- Jeremy Dagnies, Créons les villes les plus humaines d’Europe, Étude du CEPESS, CEPESS, 2014, 125p. Lire le document.
- Jeremy Dagnies, Maxime Goelff, L'allongement de la vie: perspectives démographiques et défis pour l'avenir, Séries thématiques du CEPESS: L'allongement de la vie, une opportunité pour le développement humain, CEPESS, 2015. Lire le document.
- Eugenia Bardaro, L'allongement de la vie dans le contexte européen, Séries thématiques du CEPESS : L'allongement de la vie, une opportunité pour le développement humain, CEPESS, 2015. Lire le document.